# Старая партия

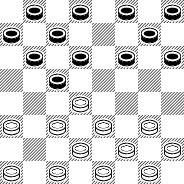
Диаграмма 1. Табия старой партии

Старая партия — дебют в русских шашках. Табия дебюта возникает после ходов 1.cd4 dc5 2. bc3 ed6. 

Дебют стоит в числе самых известных и исследованных (хотя Исер Куперман в 1950 году отмечал, что А. И. Шошин — первый, кто проанализировал этот дебют). Белые имеют незначительное преимущество в силу перегруженности правого фланга черных (до примерно 1940 года считалось, как пишет Исер Куперман (1950 г.), что белые получают преимущество во всех вариантах). Например, В. К. Лисенко писал, что «дебют не выгоден для черных» (Лисенко, 1926, С. 178).

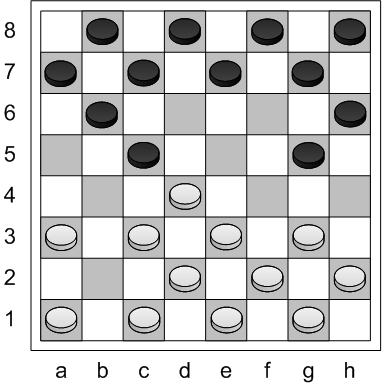
Диаграмма 2.Городская партия.

Название предложил Вячеслав Константинович Лисенко в книге «Первая книга шашиста: Курс дебютов и принципы позиции» (1926, С. 177).

Первые три полухода — как в дебютах городская партия и отыгрыш. С городской партией старая имеет больше идейного сходства, чем с отыгрышем. Идея дебюта старая партия — игра на правом фланге, противоположна городской партии, где чёрные играют на левый фланг 2…fg5, (на диаграмме 2) 3…gh4. 
 

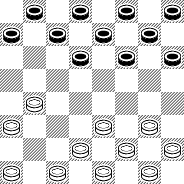
Диаграмма 3. Отыгрыш

Отыгрыш характерен другой игрой (см. на диаграмме 3).
В 1926 году дебютная схема по В. К. Лисенко выглядело менее вариативно; табия начиналась после ходов 1. cd4 dc5. 2. bc3 ed6. 3. cb4 ba5 4. db6 ac3 5. db4 ac5.
В дальнейшим развитии теории в самостоятельные дебюты выделены еще три варианта:
Старая партия c 3.cb4: 1.cd4 dc5 2.bc3 ed6 3.cb4
Старая партия c 3.gf4: 1.cd4 dc5 2.bc3 ed6 3.gf4
Старая партия c 3.gh4: 1.cd4 dc5 2.bc3 ed6 3.gh4
Дебют, разыгранный за чёрных, называется Обратная старая партия и играется ходами 1. cb4 fe5 2. ef4 gf6 3. de3.

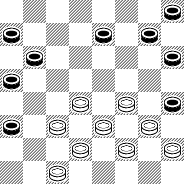
Диаграмма 4.

Одну из самых выдающихся партий, начавшихся дебютом старая партия, разыграли Нежметдинов Р. Г. — Коврижкин А. И.

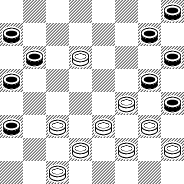
Диаграмма 5

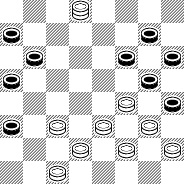
Диаграмма 6

1.cd4 dc5 2.bc3 ed6 — старая партия. 3.gh4 fe7 4.fg3 ba5 5.d:b6 a:c5 6.gf4 cb4. 7.a:c5 d:b4. 8.gf2 fg5 9.h:f6 e:g5 10.ab2 ba3 11.cd4 cb6 12.bc3 de7 13.fg3 gh4 14.ef2 ba7 (см. на диаграмме 4). 15.de5 ef6! 16.ed6 fg5!! (диаграмма 5) 17.de7 gf6! 18.ed8 hg7!  (диаграмма 6). 19.cb4?! a:c5! 20.fe5 f:d4 21.de7 ab4  22. ef4 g:g1 23.ed8 h:f2 24.d:h8 fe1! 25.de3 g:d4 26.h:a1 ec3! 27.a:b6 a:c5+